# Папротня (Равський повіт)
Папротня (пол. Paprotnia) — село в Польщі, у гміні Садковиці Равського повіту Лодзинського воєводства.
Населення — 311 осіб (2011).
У 1975-1998 роках село належало до Скерневицького воєводства.

## Демографія
Демографічна структура станом на 31 березня 2011 року:
|          | Загалом | Допрацездатний вік | Працездатний вік | Постпрацездатний вік |
| -------- | ------- | ------------------ | ---------------- | -------------------- |
| Чоловіки | 156     | 34                 | 100              | 22                   |
| Жінки    | 155     | 26                 | 90               | 39                   |
| Разом    | 311     | 60                 | 190              | 61                   |